# Nemed
Nemed  ['Nʴevʴeð] („der Heilige“) ist der Name einer Sagenfigur aus dem Lebor Gabála Érenn („Das Buch der Landnahmen Irlands“) in der keltischen Mythologie Irlands.

## Etymologie und Mythologie
Nemetom oder nemeton (altkeltisch) bedeutet im übertragenen Sinn „Kultplatz“. Das Wort ist mit dem griechischen νέμος / némos „Waldung“ und dem lateinischen nemus „(heiliger) Hain“ verwandt (siehe auch Nemetona).
Nemed ist der Sohn von Agnomain aus dem Land der Skythen, der mit seinen vier Söhnen, darunter Iarbonel, und vier Häuptlingen nach Irland segeln will, um es einzunehmen. Nach dem Lebor Gabala Eirenn startet Nemed mit 44 Schiffen im kaspischen Meer und braucht anderthalb Jahre, um Irland zu erreichen. Trotz des großen Aufkommens erreicht nur sein Schiff das Ziel. Es ist dies die dritte der sechs irischen Invasionen nach Cessair als erster und Partholon als zweiter Invasion Irlands.
In Irland gewinnt er einige Schlachten gegen die Fomori, fällt aber in der letzten Schlacht beim „Turm von Conan“ (nach der Überlieferung heute Tory Island im Nordwesten Irlands). Seine überlebenden Anhänger, die die Insel kultivieren, werden von den Fomoren gezwungen, zwei Drittel der Ernte und auch viele ihrer Kinder als Sklaven abzuliefern. Daraufhin verlassen die meisten die Insel. Manche Quellen berichten, eine große Flut habe den Tod der Nemeder herbeigeführt, andere, eine Seuche sei ihr Untergang gewesen.
Aus einer Gruppe Überlebender sollen die Firbolg (vierte Invasion Irlands) und die Túatha Dé Danann (fünfte und vorletzte Invasion) hervorgegangen sein, welche nach dem Erlernen von Magie nach Irland zurückkehren, um es wieder von den Fomori zurückzuerobern. Die Sagenhelden Fintan mac Bóchra, der mit Cessair kam, und Túan mac Cairill, der Begleiter Partholons, sollen unabhängig voneinander alle diese Eroberungen miterlebt haben.